# Thorley (Hertfordshire)
Thorley – osada w Anglii, w hrabstwie Hertfordshire. Leży 17 km na wschód od miasta Hertford i 43 km na północny wschód od centrum Londynu.